# Anna Maria Anders

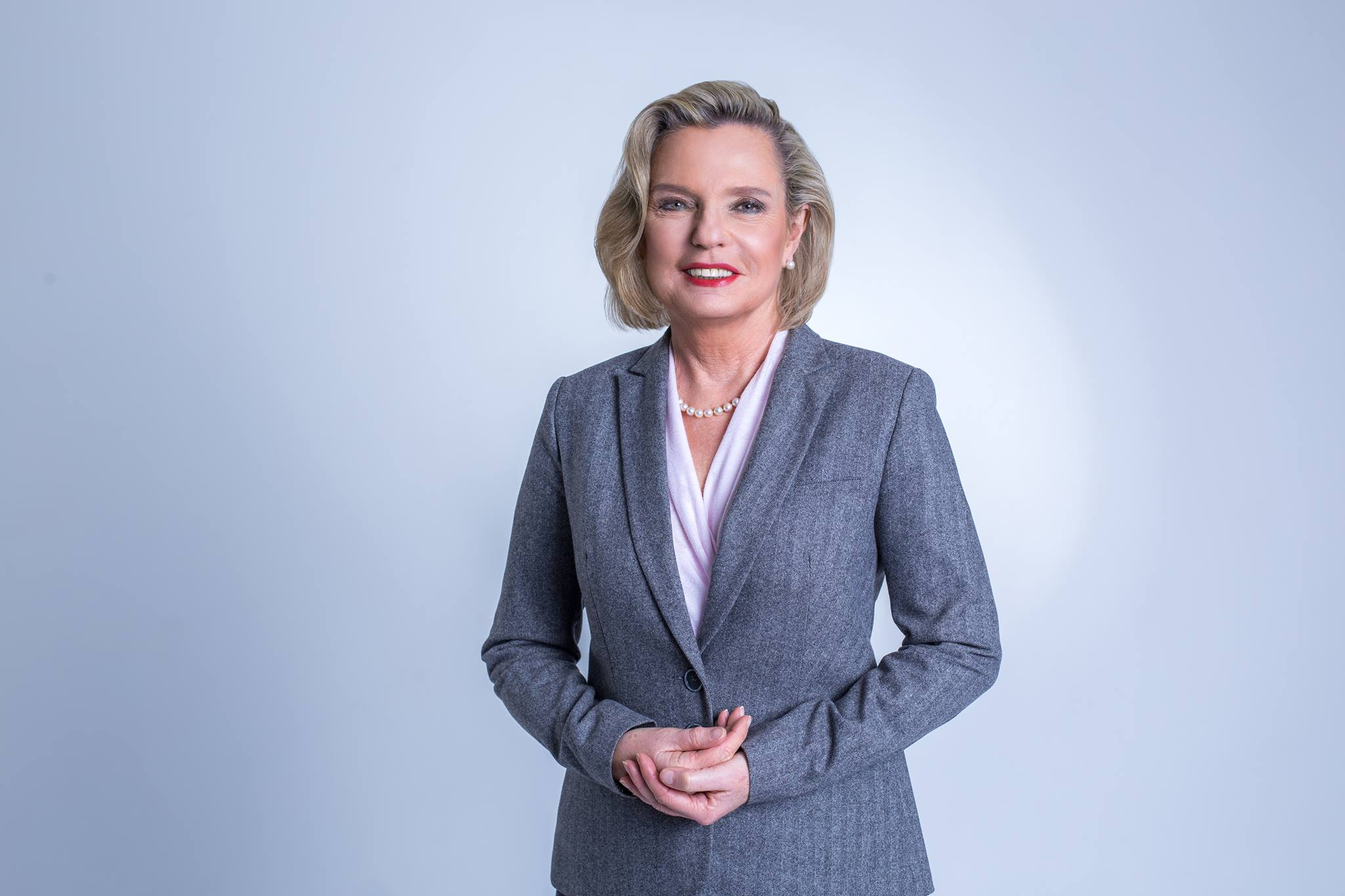
Anna Maria Anders (2016)

Anna Maria Anders (* 22. November 1950 in London) ist eine polnische Politikerin. 2016 wurde sie in den IX. Senat der Republik Polen gewählt; dort ist sie Mitglied der Fraktion Prawo i Sprawiedliwość (PiS). In der Position einer Staatssekretärin war sie von 2016 bis 2019 im Kanzleramt des Ministerpräsidenten Regierungsbevollmächtigte für Internationalen Dialog. Von 2019 bis 2024 war sie die Botschafterin in Italien.

## Leben und Wirken

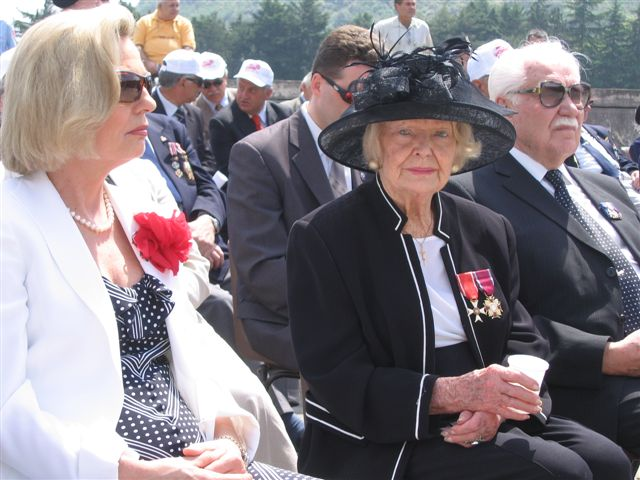
Anna Maria Anders mit ihrer Mutter Irena Anders und Ryszard Kaczorowski (v. l. n. r.) am 12. Mai 2007 in Monte Cassino (Italien)

Anna Maria Anders ist die Tochter des Generalleutnant und Kommandeur des 2 Korpus Polski Władysław Anders (1892–1970) und der unter ihrem Künstlernamen Renata Bogdańska bekannten Schauspielerin und Sängerin Irena Anders (1920–2010). Anders wurde in London geboren, wo ihre Eltern nach dem Ende des Zweiten Weltkrieges im Exil lebten. Seit 1986 war sie mit dem United States Army Colonel Robert Alexander Costa (1934–2007) verheiratet; aus der Ehe stammt ein Sohn, Robert Wladyslaw Costa, der ebenfalls in der United States Army tätig ist.
Im Vereinigten Königreich studierte sie Romanistik an der University of Bristol und schloss dieses Studium 1973 ab. Anschließend arbeitete sie als Kundenbetreuerin bei einem PR- und Werbeunternehmen in der City of London. Ende der 1970er Jahre zog sie nach Paris und arbeitete dort unter anderem in der Pressestelle der UNESCO (1978/79) und in den 1980er Jahren für die Rezayat Group. In den 1990er Jahren ließ sie sich in den Vereinigten Staaten nieder, wo sie 1992 einen Abschluss als Master of Business Administration von der Boston University erlangte und anschließend im Immobilienmarkt tätig war. Nach dem Tod ihrer Mutter engagierte sie sich mehr in der Stiftung Wspólnota Andersa, die sich für polnische Kriegsveteranen und Polen im Ausland einsetzt.
Bei der Parlamentswahl in Polen 2015 kandidierte Anders für die IX. Wahlperiode des Senats der Republik Polen für das Wahlkomitee KW Prawo i Sprawiedliwość im Wahlkreis Nr. 44. Dabei unterlag sie nur knapp mit der 40,76 % der gültigen abgegebenen Stimmen gegen die amtierende Senatorin für diesen Wahlkreis Barbara Borys-Damięcka (KW Platforma Obywatelska RP, 43,41 %). Nachdem Bohdan Józef Paszkowski im Dezember 2015 zum Woiwoden der Woiwodschaft Podlachien ernannt worden war, lief sein im Wahlkreis Nr. 59 errungenes Mandat für den Senat aus. Anders bewarb sich erneut für das Wahlkomitee KW Prawo i Sprawiedliwość und erreichte am 6. März 2016 bei den Nachwahlen im Wahlkreis Nr. 59 mit 47,26 % der gültigen abgegebenen Stimmen vor Mieczysław Bagiński (KW Polskie Stronnictwo Ludowe, 41,03 %) und vier weiteren Kandidaten ihren Platz im Senat. Sie war Mitglied für die Fraktion Prawo i Sprawiedliwość im Ausschuss für Auswanderungsangelegenheiten und Kontakte zu Polen im Ausland.
Im Januar 2016 wurde Anders als Nachfolgerin des verstorbenen Władysław Bartoszewski in der Position einer Staatssekretärin zur Regierungsbevollmächtigten für Internationalen Dialog und zur Vorsitzenden des Rates zur Bewahrung des Gedenkens an Kampf und Martyrium berufen. Letztere Position bekleidete sie nur bis März 2016, bis Beata Szydło den Rat auflöste.
Anna Maria Anders ist kein Mitglied einer politischen Partei.

## Ehrungen
Für ihre Verdienste um die polnischen Veteranen im Vereinigten Königreich und die Bekanntmachung der Verdienste des 2 Korpus Polski erhielt Anna Maria Anders 2014 vom Präsidenten der Republik Polen Bronisław Komorowski das Goldene Verdienstkreuz der Republik Polen verliehen. Im Jahr 2015 erhielt sie das Ehrenabzeichen der Związek Sybiraków (Sibirische Vereinigung) verliehen und zum Ehrenmitglied der Związek Oficerów Rezerwy Rzeczypospolitej Polskiej (Union der Reserveoffiziere der Republik Polen) ernannt. 2016 erhielt sie von der Nowodworski Foundation den King Jan III Sobieski Award und im November 2018 die Medaille „100. Jahrestag der Gründung des Generalstab der Polnischen Streitkräfte“ verliehen.